# Butch Ballard
George Edward "Butch" Ballard (Camden (New Jersey), 16 december 1918 - Philadelphia, 1 oktober 2011) was een Amerikaanse jazz-drummer. Hij speelde bij Count Basie en Duke Ellington.
Ballard, die opgroeide in Philadelphia, speelde vanaf zijn tiende drums. Vanaf 1938 drumde hij bij een semi-professionele band, The Dukes. In 1940 vertrok hij naar New York, waar hij speelde met onder meer Fats Waller, Lucky Millinder en het kwartet van Eddie "Lockjaw" Davis. Vanaf circa 1942 werkte hij in de bigband van oud Ellington-speler Cootie Williams, waarmee hij Ella Fitzgerald, Sarah Vaughan, Dinah Washington en Pearl Bailey begeleidde. Ook na zijn diensttijd in de de oorlog speelde hij bij Williams, in een kleine groep. Hij speelde kort bij Louis Armstrong en kwam dankzij een vriend, de drummer Shadow Wilson, terecht in de band van Count Basie, als vervanger van Wilson. In 1948 speelde hij bij de groep van Mercer Ellington en in 1950 werd hij door vader Duke Ellington uitgenodigd met zijn orkest mee te gaan op tournee door Europa, als back-up voor de onbetrouwbare, want stevig drinkende drummer Sonny Greer. Na de tour vroeg Ellington Ballard vast lid van de band te worden. Ballard bleef een paar maanden, hij gaf er uiteindelijk de voorkeur aan met kleine groepen te werken.. In de jaren zestig begon Ballard te spelen met eigen groepen, in Philadelphia, en vanaf het midden van de jaren tachtig ging hij les geven. In 1989 toerde hij met Clark Terry in Europa. In zijn latere jaren speelde hij ook in het Philadelphia Legends of Jazz Orchestra.
Ballard speelde verder met onder andere Stan Getz, Johnny Mercer, John Coltrane en Bootsie Barnes. 
- Bibliothèque nationale de France: cb13922503f (data)
- Gemeinsame Normdatei: 1051287103
- International Standard Name Identifier: 0000 0000 3428 1569
- Library of Congress Control Number: n91086136
- MusicBrainz: 4f3aa8f7-48aa-45b0-9c06-b0206708289c
- SNAC: w6jf8bpd
- Virtual International Authority File: 69117499
- WorldCat: E39PBJtmyMkW7p7WqyQFrJvT73